# 支雄
支 雄（し ゆう、生没年不詳）は、五胡十六国時代後趙の武将。石勒十八騎の一人。月氏の出身。また、唐代に子孫と主張する者の墓誌には本貫は琅邪郡であったと記されている。

## 経歴
305年頃、傭兵稼業を行っていた石勒に合流し、共に群盗となり各地を荒らして絹や宝玉を略奪して回った。
以後も石勒に仕え、309年には将帥に任じられた。その後、中堅将軍に昇進した。
312年2月、石勒は葛陂に駐屯していたが、江南に割拠する琅邪王司馬睿（後の元帝）はこれを討伐する為、兵を寿春に集結させた。当時3ヶ月に渡って長雨が降り続き、石勒軍は飢餓と疫病により兵の大半を失い、戦どころではなくなった。檄書が朝夕に次々と届き、晋軍が刻一刻と接近している事を知ると、進退窮まった石勒は軍議を開いて対応策を検討した。支雄は孔萇ら30将余りと共に「敵軍はまだ集結しきってはおりません。我らにそれぞれ300の歩兵をお与えください。船で分散して進み、城に夜襲を掛けて、敵大将の首級を挙げて見せましょう。城を得てしまえば、兵糧もこちらの物となります。そうなれば、今年中には丹楊を撃ち破り江南を平定し、 司馬家を一族諸共捕らえる事が出来ましょう」と進言すると、石勒は「これぞ勇将の計略である」と笑い、各々に鎧馬1匹を下賜した。
7月、石勒は葛陂から北に向かったが、向冰により枋頭で阻まれた。その為、支雄は孔萇と共に文石津から筏を使って慎重に渡河を行い、向冰の砦門に到達して船30艘余りを手に入れ、兵を全て渡河させた。そして、主簿鮮于豊に向冰を挑発させ、3ヶ所に伏兵を配置して撃って出てくるのを待ち受けた。向冰が挑発に乗り撃って出てくると、3方から伏兵が一斉に姿を現わし、向冰は挟み撃ちに遭い軍は潰滅した。この勝利によって石勒は兵糧を手に入れ、軍は息を吹き返した。
12月、幽州刺史王浚は石勒へ備える為、数万の兵を擁して苑郷に拠点を構えていた游綸・張豺を仲間に引き入れた。石勒の命により、支雄は夔安を始めとした6将と苑郷攻撃へ向かい、城の外壁を撃ち破った。この隙をついて王浚は督護王昌や段部の段疾陸眷・段末波・段匹磾・段文鴦らに5万余りの兵を与え、石勒の本拠地襄国を強襲した。だが、段疾陸眷らは張賓・孔萇らの計略に嵌って大敗を喫し、軍を撤退させた。張豺らは段疾陸眷の敗北を知ると、支雄らに投降した。
315年3月、支雄は廩丘へ侵攻して西晋の兗州刺史劉演と戦ったが、返り討ちに遭った。その後、劉演が韓弘・潘良を派遣して頓丘を襲撃させると、支雄は韓弘らと共に反撃に転じて廩丘へ向かった。西晋軍と激突するとこれを破り、潘良の首級を挙げた。
同年末、甯黒が石勒に反旗を翻すと、支雄は逯明と共に甯黒の守る東武陽へ侵攻し、これを陥落させた。敗れた甯黒は河に身を投じ、支雄らは東武陽の民1万人余りを襄国に引き入れた。
319年11月、石勒が趙王に即位すると、中塁将軍に任じられた。また、游撃将軍王陽とともに門臣祭酒に任じられ、胡人の訴訟を委ねられた。
338年1月、支雄は龍驤大将軍に任じられ、歩兵・騎兵7万を率いて段部の本拠地令支へ向けて侵攻した。3月、支雄は進軍を続けて薊城へ入ると、段遼の傘下にあった漁陽郡太守馬鮑・上谷相侯龕・代郡太守張牧・北平相陽裕はみな降伏し、支雄は40を超える城を攻略した。さらに支雄は安次へ侵攻すると、段部の豪族那楼奇を破ってその首級を挙げた。段部の首領段遼は大いに恐れ、令支を放棄して密雲山に逃走した。
その後の支雄の動向は不明であるが、『元和姓纂』によれば官位は司空にまで至っている。